# ریچارد ۳۹۷۲
سیارک ۳۹۷۲ (به انگلیسی: 3972 Richard، نامگذاری:1981JD3) سه هزار و نهصد و هفتاد و دومین سیارک کشف شده‌است که در ۶ مه ۱۹۸۱ کشف شد.
قدر مطلق سیارک برابر ۱۴٫۴۰ است.